# Развој светског рекорда у троскоку у дворани за жене
Први светски рекорд у троскоку у дворани за жене признат је од ИААФ (International Association of Athletics Federations – Међународна атлетска федерација), 1899. године.
Закључно са 31. јануара 2018. ИААФ је ратификовала 13 светска рекорда за жене у дворани. Резултати су исказани у метрима.

## Рекорди у троскоку
Рекорди ратификовани од ИААФ-а
| Време  | Атлетичарка       | Држава           | Место                   | Датум             | Бр. | Трајање                       |
| ------ | ----------------- | ---------------- | ----------------------- | ----------------- | --- | ----------------------------- |
| 6,72   | Мери Ајер         | Сједињене Државе | Bryn Mawr, САД          | 21. април 1899.   | 1   | 5 година, 10 месеци и 22 дана |
| 8,35   | Хелен Кемптон     | Сједињене Државе | Bryn Mawr, САД          | 15. март 1905.    | 1   | 946 месеци                    |
| 12,23  | Тами Стивенсон    | Сједињене Државе | Лајпциг, Немачка        | јануар 1984.      | 1   | 0                             |
| 12,32A | Маја Бензор       | Израел           | Флагстаф, САД           | 11. фебруар 1984. | 1   | 11 месеци и 8 дана            |
| 12,64  | Робин Џонсон      | Сједињене Државе | Лоренс, САД             | 19. јануар 1985.  | 1   | 7 дана                        |
| 12,99  | Есмералда Гарсија | Бразил           | Батон Руж, САД          | 26. јануар 1985.  | 1   | 13 дана                       |
| 13,13  | Ивет Бејтс        | Сједињене Државе | Инглвуд, САД            | 8. фебруар 1985.  | 1   | 7 дана                        |
| 13,14  | Тери Тернер       | Сједињене Државе | Форт Ворт, САД          | 15. фебруар 1985. | 1   | 15 дана                       |
| 13,19  | Есмералда Гарсија | Бразил           | Гејнсвил, САД           | 2. март 1985.     | 2   | 7 дана                        |
| 13,29  | Есмералда Гарсија | Бразил           | Сиракјус, САД           | 9. март 1985.     | 3   | 0 дана                        |
| 13,51  | Есмералда Гарсија | Бразил           | Сиракјус, САД           | 9. март 1985.     | 4   | 11 месеци и 14 дана           |
| 13,58  | Галина Чистјакова | Совјетски Савез  | Сан Дијего, САД         | 23. фебруар 1986. | 1   | 10 месеци и 11 дана           |
| 13,86  | Галина Чистјакова | Совјетски Савез  | Москва, Совјетски Савез | 3. јануар 1987.   | 2   | 0 дана                        |
| 13,96  | Галина Чистјакова | Совјетски Савез  | Москва, Совјетски Савез | 3. јануар 1987.   | 3   | 0 дана                        |
| 13,98  | Галина Чистјакова | Совјетски Савез  | Москва, Совјетски Савез | 3. јануар 1987.   | 4   | 2 године и 12 дана            |
| 14,16  | Ина Ласовска      | Совјетски Савез  | Москва, Совјетски Савез | 15. јануар 1989.  | 1   | 14 дана                       |
| 14,45  | Галина Чистјакова | Совјетски Савез  | Липецк, Совјетски Савез | 15. јануар 1989.  | 5   | 1 година, 1 месец и 4 дана    |
| 14,14  | Галина Чистјакова | Совјетски Савез  | Глазгов, Шкотска        | 4. март 1990.     | 6   | 1 година и 5 дана             |
| 14,30  | Инеса Кравец      | Совјетски Савез  | Севиља, Шпанија         | 9. март 1991.     | 1   | 0 дана                        |
| 14,39  | Инеса Кравец      | Совјетски Савез  | Севиља, Шпанија         | 9. март 1991.     | 2   | 0 дана                        |
| 14,44  | Инеса Кравец      | Совјетски Савез  | Севиља, Шпанија         | 9. март 1991.     | 3   | 1 година, 11 месеци и 19 дана |
| 14,46  | Јоланда Чен       | Русија           | Москва, Русија          | 28. фебруар 1993. | 1   | 14 дана                       |
| 14,47  | Инеса Кравец      | Украјина         | Торонто, Канада         | 14. март 1993.    | 4   | 10 месеци                     |
| 14,61  | Ина Ласовска      | Русија           | Москва, Русија          | 14. јануар 1994.  | 2   | 13 дана                       |
| 14,78  | Ина Ласовска      | Русија           | Москва, Русија          | 27. јануар 1994.  | 3   | 17 дана                       |
| 14,90  | Ина Ласовска      | Русија           | Лијевен, Француска      | 13. фебруар 1994. | 4   | 1 година и 26 дана            |
| 15,03  | Јоланда Чен       | Русија           | Барселона, Шпанија      | 11. март 1995.    | 2   | 2 године, 11 месеци и 17 дана |
| 15,16  | Ашиа Хансен       | Велика Британија | Валенсија, Шпанија      | 28. фебруар 1998. | 1   | 6 година и 7 дана             |
| 15,16  | Татјана Лебедева  | Русија           | Будимпешта, Мађарска    | 6. март 2004.     | 1   | 6 година и 7 дана             |
| 15,25  | Татјана Лебедева  | Русија           | Будимпешта, Мађарска    | 6. март 2004.     | 2   | 0 дана                        |
| 15,36  | Татјана Лебедева  | Русија           | Будимпешта, Мађарска    | 6. март 2004.     | 3   | 21 година и 84 дана           |